# ケルテース・アンドル

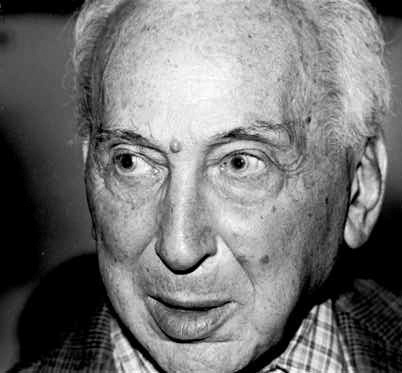
ケルテース・アンドル（ニューヨーク、1982年）

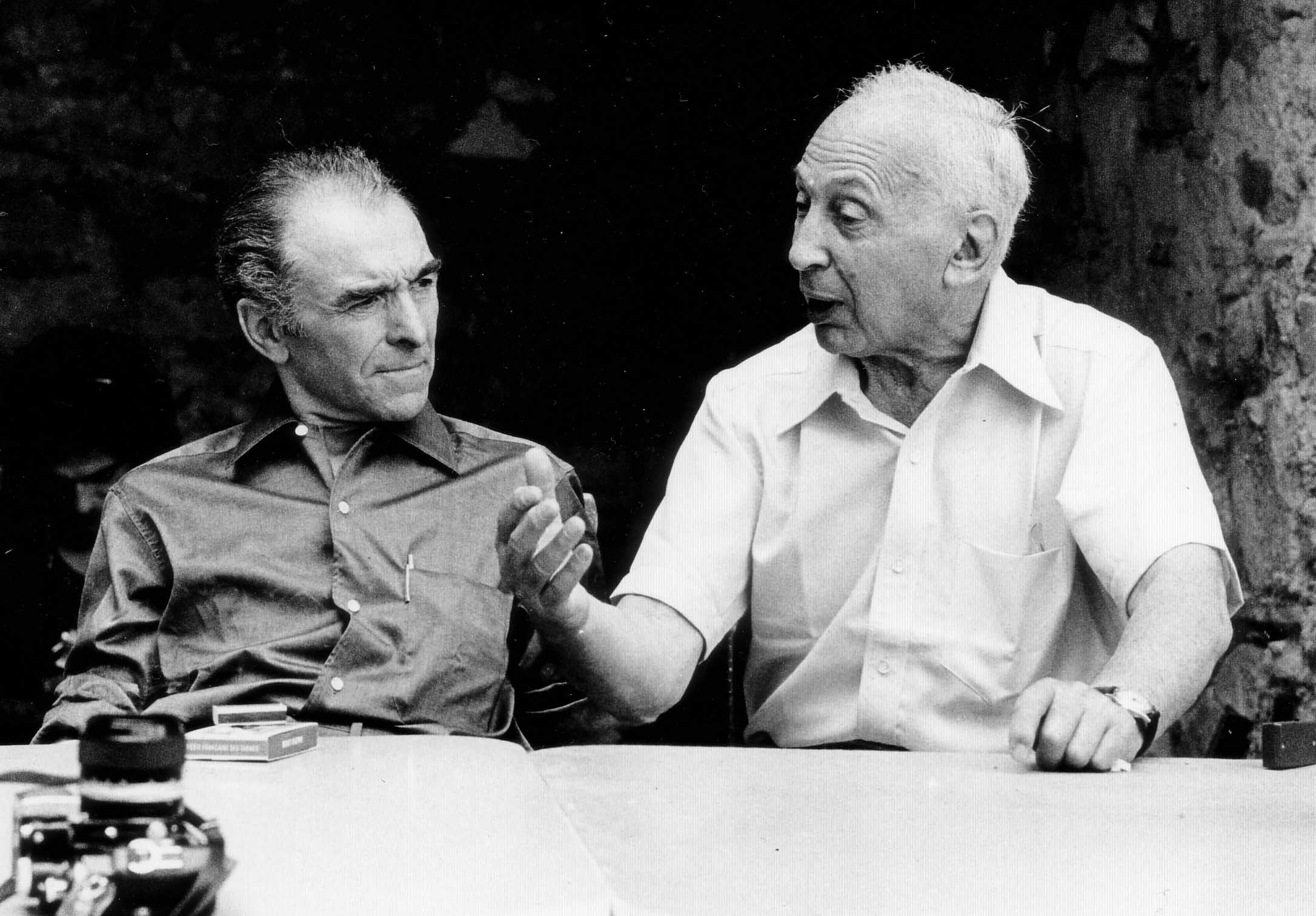

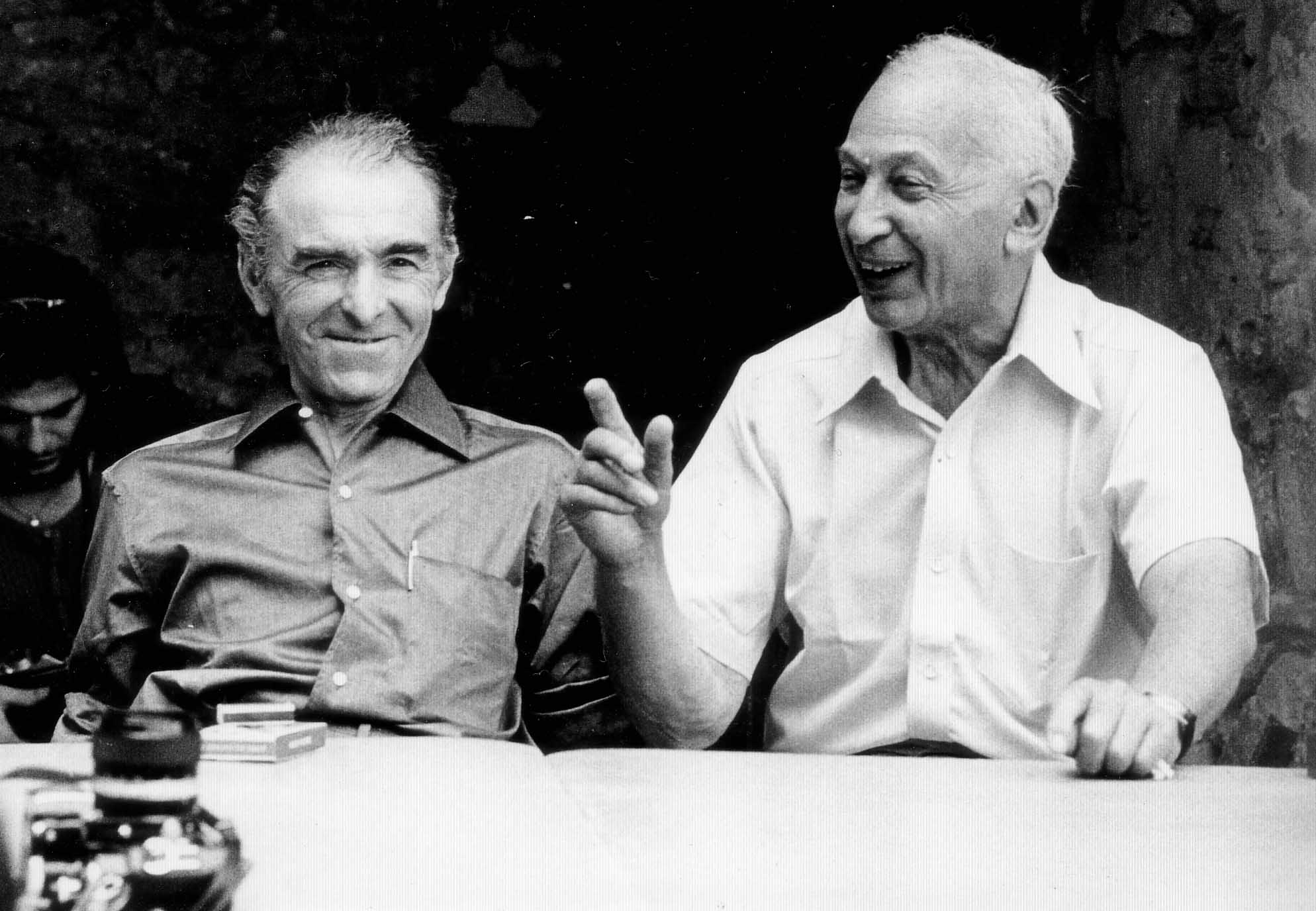
ケルテース（右）とロベール・ドアノー（南フランス、1975年）

ケルテース・アンドル, アンドレ・ケルテス（Kertész Andor [ˈkɛrteːs ˈɒndor], André Kertész, 1894年7月2日 - 1985年9月28日）は、ハンガリー出身の写真家。本名（ハンガリー名）は姓を先に表記するケルテース・アンドルだが、日本ではフランス語からの紹介が多いために訳者によってフランス語風にアンドレ・ケルテスと表記される場合が多い。
ブダペストに生まれ、アメリカ合衆国のニューヨークで没した。戦間期に活躍した写真家に多いハンガリー出身者たちのうちでも特に重要なひとりである。

## 作品の特徴
ケルテースは、すぐれた構図（画面構成）を持った、端正な写真作品を多く残した。
ディストーションという、歪んだ鏡像によるヌードのシリーズも残している。
彼のイメージは計算された構図とデザイン、そして軽妙な面白さに特徴がありました。どこにでもありそうな普通の風景が彼の手にかかると不思議な魅力を持ったアート作品になる。（アート・フォト・サイトより）

## 代表作
- モンドリアン宅にて（Chez Mondrian, 1926）
- ムードン（Meudon, 1928）

## 関連文献
- 『アンドレ・ケルテス写真集』片桐ユズル・中尾ハジメ訳、岩波書店、1986年。大著
- 『アンドレ・ケルテス展 その生涯の鏡像 André Kertész Le double d’une vie 』東京都写真美術館、1995年
- アンドレ・ケルテス『オン・リーディング』マガジンハウス、1993年
- 『アンドレ・ケルテス』「ポケットフォト」創元社、桐谷武訳、2012年
- アンドレ・ケルテス『読む時間』渡辺滋人訳、創元社、2013年。新版、巻頭詩・谷川俊太郎。ISBN 978-4422700601